# René Rampnoux
 (avril 2016).
Si vous disposez d'ouvrages ou d'articles de référence ou si vous connaissez des sites web de qualité traitant du thème abordé ici, merci de compléter l'article en donnant les références utiles à sa vérifiabilité et en les liant à la section « Notes et références ».
René Rampnoux, né à Périgueux,  agrégé d'économie et de gestion, licencié en droit. Coordinateur des ouvrages Ellipses de préparation au Concours commun IEP, essayiste, il est ancien Grand Maître adjoint du Grand Orient de France.

## Publications

### Ouvrages
- Montesquieu. Le penseur des mœurs, altier autant que terrien. Memoring éditions,  2024, prix Cadet Roussel 2024.
- Histoire de la pensée occidentale. De l'agora à l'algorithme. 3e édition, Ellipses, 2023.
- SQL par l'exemple - La pratique professionnelle des bases de données - 2e édition, Ellipses 2022
- La filosofía llama a la puerta de la Logia: Fundamentos para el francmasón, Masónica, 2019[3]
- Penser en Franc-maçon, Quand la franc-maçonnerie dialogue avec la philosophie, Dervy, 2019
- Carrefours initiatiques, à la suite de La réalité maçonnique de Jean Verdun, Renaissance du livre, 2017
- SQL par l’exemple - La pratique professionnelle des bases de données, Ellipses, 2017
- Les outils philosophiques du franc-maçon, Dervy, 2016
- Les grandes citations philosophiques commentées, Ellipses, 2015
- J’assure en philo !, Ellipses, 2014
- Introduction à l'histoire de la pensée occidentale, Ellipses, 2013
- L’actualité et la culture générale contemporaine en 40 questions, Ellipses, 2013
- Pas à pas avec Sartre, Ellipses, 2011
- Une heure de philosophie, Ellipses, 2010
- Histoire de la pensée occidentale, Ellipses, 2007 & 2009
- Asp, Ellipses, 2002
- Html/Xml, Ellipses, 2001
- Initiation à Visual Basic, Ellipses, 2000
- Méthode d'analyse pour la gestion et l'informatique, Ellipses, 1991
- Modéliser avec dBASE IV, La Commande Électronique, 1989

### Coordination
- Concours commun IEP 2025 Solidarités, Le corps, Ellipses, 2024
- Concours commun IEP 2024 Le corps, L'alimentation, Ellipses, 2023
- Concours commun IEP 2023 L'alimentation, La peur, Ellipses, 2022
- Concours commun IEP 2022 Révolutions, La peur, Ellipses, 2021
- Concours commun IEP 2020 Révolutions, Le secret, Ellipses, 2019
- Concours commun IEP 2019 Le numérique, Le secret, Ellipses, 2018
- Concours commun IEP 2018 Radicalités, La ville, Ellipses, 2017
- Concours commun IEP 2017 La sécurité. La mémoire, Ellipses, 2016
- Concours commun IEP 2016 L’école. La démocratie, Ellipses, 2015
- Concours commun IEP 2015 La famille. La mondialisation, Ellipses, 2014
- Concours commun IEP 2014. Le travail - La culture, Ellipses, 2013

### Articles
- La escuela y el gran oriente de Francia[4], juillet 2025
- L'universel sur la sellette, Humanisme, mai 2024
- Compañero francmasón, ¿el ultimo Quijote? con Ingrid Bulit, Masónica, 2022
- Sobre Mito, mitología y masonería, palabra de un hermano del GODF, con Alfonso Costa, Masónica, 2022
- Educación y formación masónicas La visión de un francmasón del Gran Oriente de Francia, con Alfonso Costa, Masónica, 2022
- Le Grand Architecte au Grand Orient de France, Chaîne d'Union numéro 99, décembre 2021
- Oswald Wirth, cuestionando la razón, Cultura masónica, avril 2021
- Conciencia: un concepto en claroscuro, Cultura masónica, janvier 2021
- El grado de maestro en el rito francès, Cultura masónica, octobre 2020